# Chedda de Tremecén

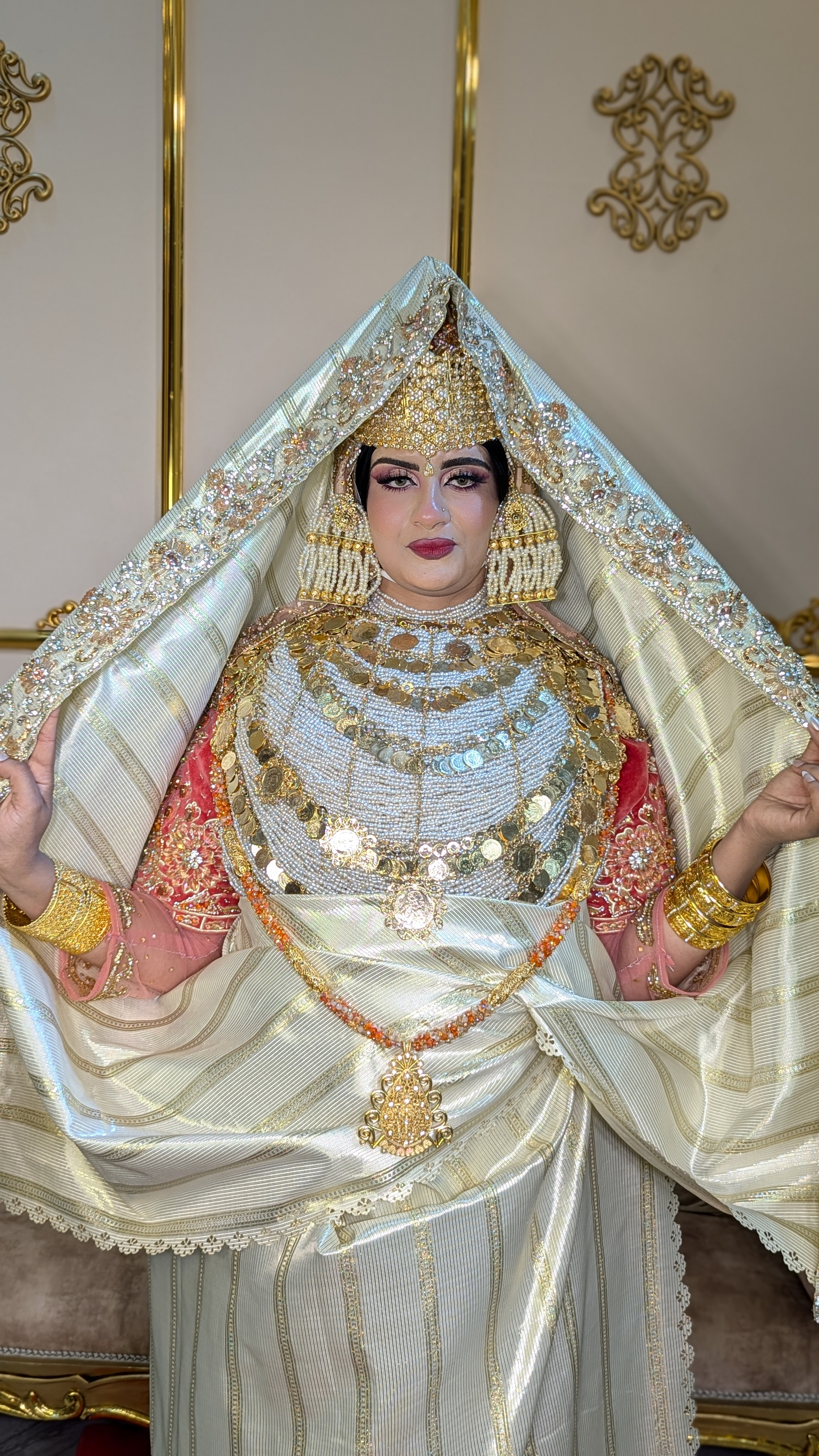

El chedda de Tremecén es un vestido tradicional argelino, más precisamente de la ciudad de Tremecén, pero también se usa en el oeste del país, en particular en Orán y Mostaganem. Producto puro de la artesanía de Tremecén, antaño fue usado por las princesas de la ciudad.

## Descripción
El atuendo es un caftán tradicional en terciopelo e hilo dorado, decorado con perlas cultivadas, collares, meskia y graffache. Khorsa (especie de pendientes que "caen" de las sienes) y unos pendientes enormes cuelgan de un casquete cónico bordado con hilo de oro y depositado en la cabeza.
El vestido es considerado en Tremecén como el vestido más caro y hermoso que usa la novia el día de su boda, pero también las otras mujeres en las bodas. La usan las novias con otras joyas como perlas cultivadas de djouhar, collares colgantes de meskia, el-kholkhal que se envuelve alrededor del tobillo, además de las pulseras mientras que la cabeza está rematada con una chechia cónica bordada con hilo de oro en el que se anuda el mendil de mensoudj, especie de bufanda donde se colocan de siete a nueve diademas. También suelen incluir zerrouf (tiara), djebel (diadema) y otros adornos.
Desde 2012, el chedda está inscrito en el patrimonio cultural inmaterial de la humanidad, como traje y ritos nupciales de Tremecén; y la artesanía asociada con ellos.